# 1923 au Québec
Cet article traite des événements survenus en 1923 au Québec. 

## Événements

### Janvier
- 10 janvier : le premier ministre Taschereau annonce des élections générales pour le 5 février. Le thème prédominant de la campagne est la création récente de la Commission des liqueurs[1].
- 18 janvier : Taschereau commence sa campagne électorale à Québec lors d'une assemblée dans le quartier Saint-Roch. Des manifestants, déçus de la récession qui dure depuis 1921, chahutent son discours[2].
- 22 janvier : Louis-Alexandre Taschereau dénonce ouvertement L'Action catholique qui critique constamment la loi ayant créé la Commission des liqueurs[3].
- 27 janvier : l'ancien député nationaliste Armand Lavergne annonce qu'il se présente dans le comté de Montmorency où Taschereau est député[4].

### Février
- 5 février : le Parti libéral de Louis-Alexandre Taschereau remporte l'élection générale avec 63 députés élus contre 22 pour le Parti conservateur d'Arthur Sauvé[5].
- 7 février : le député de Richmond, le libéral Georges-Ervé Denault, meurt deux jours après l'élection[6].
- 23 février : Georges Gauthier devient administrateur du diocèse de Montréal[7].

### Mars
- 15 mars : l'hôpital des incurables à Montréal est détruit par un incendie[8].
- 23 mars : 
  - Raymond-Marie Rouleau devient évêque de Valleyfield[9].
  - Québec annonce que le prix de littérature donné annuellement sera nommé Prix David en l'honneur de l'écrivain Louis-Olivier David[10].

### Avril
- 4 avril : l'institut de radium de l'Université de Montréal est inauguré[11].
- 9 avril : le pape Pie XI annonce l'envoi de 50 000 francs pour aider à la reconstruction de la basilique de Québec[12].
- 25 avril : le gouvernement Taschereau annonce l'injection de 5 millions de dollars pour l'amélioration du réseau routier. Il s'agit d'une diminution par rapport à 1922 lorsqu'il en avait octroyé 11 millions[13].

### Mai
- 26 mai : un incendie détruit 150 maisons de Sainte-Agathe-des-Monts, soit une bonne partie de la localité[14].

### Juin
- 9 juin : inauguration du Parc Belmont à Montréal[15].
- 14 juin : 
  - un feu de forêt rase complètement le village de Sully dans le Témiscouata. D'autres feux de forêt en Gaspésie causent également des dommages à Port-Daniel et à Rivière-au-Renard[16].
  - Paul Morin reçoit le premier prix David pour poèmes et cendres d'or[17].
- 19 juin : Le Devoir annonce que les incendies de juin ont détruit 400 000 acres de forêt jusqu'à maintenant[18].

### Juillet
- 18 juillet : la cathédrale Sainte-Thérèse-d'Avila d'Amos est inaugurée[19].
- 26 juillet : début de la construction de la nouvelle basilique Sainte-Anne-de-Beaupré[20].

### Août
- 15 août : la Confédération des travailleurs catholiques du Canada se crée un Conseil supérieur du travail composé de représentants ouvriers, de patrons, d'agriculteurs, de députés et de conseillers législatifs. Ce Conseil a un but consultatif[21].

### Septembre
- 7 septembre : le premier ministre Taschereau annonce que le futur Musée du Québec sera construit sur les Plaines d'Abraham[22].
- 27 septembre : le ministre Joseph-Édouard Perrault, qui avait été élu à la fois dans Arthabaska et dans Abitibi lors de l'élection générale du 5 février, choisit finalement de représenter Arthabaska[6].

### Octobre
- 22 octobre : le Parti libéral remporte les quatre élections partielles de Yamaska, Richmond, Brome et Abitibi. Hector Authier est élu dans Abitibi[23].
- 25 octobre : le gouvernement Taschereau annonce la construction d'un chemin de fer devant ceinturer le lac Saint-Jean[24].
- 31 octobre : Louis-Philippe Brodeur est assermenté lieutenant-gouverneur du Québec. Il succède à Charles Fitzpatrick[25].

### Novembre
- 7 novembre : Martin Madden est nommé ministre sans portefeuille[6].

### Décembre
- 4 décembre : ouverture d'un congrès de colonisation à Québec dont le but est de favoriser un certain retour à la terre[26].
- 16 décembre : une lettre pastorale du cardinal Bégin publiée dans Le Devoir demande aux Québécois de se protéger contre les «fléaux modernes», tels que le cinéma, la mode, la danse et la fabrication d'alcool illicite[27].
- 17 décembre : la première session de la 16e législature (en) est inaugurée. Elle sera ajournée le 23 pour le temps des Fêtes[6].

## Naissances
- 1er janvier - Roméo Sabourin (soldat et héros de guerre) († 14 septembre 1944)
- 1er février - Ben Weider (homme d'affaires) († 17 octobre 2008)
- 3 février - Alys Robi (chanteuse) († 28 mai 2011)
- 18 février - Micheline Legendre (marionnettiste) († 5 janvier 2010)
- 3 mars - Madeleine Arbour (peintre et dessinatrice) († 10 décembre 2024)
- 19 mars - 
  - Betty Goodwin (dessinatrice et peintre) († 1er décembre 2008)
  - Henry Morgentaler (médecin et militant pro-avortement) († 29 mai 2013)
  - Pierre Camu (professeur et géographe) († 5 septembre 2023)
- 21 mars - Louis-Edmond Hamelin (géographe et professeur) († 11 février 2020)
- 12 mai - Pierre de Bellefeuille (homme politique) († 30 septembre 2015)
- 16 mai - André Garant (peintre) († 26 septembre 2003)
- 18 mai - Jean-Louis Roux (acteur et ancien lieutenant-gouverneur du Québec) († 28 novembre 2013)
- 2 mai - Paul Shooner (entrepreneur et homme politique) († 11 juin 2025)
- 22 mai - Denise Pelletier (actrice) († 29 mai 1976)
- 28 mai - Pierre Dagenais (acteur) († 24 décembre 1990)
- 5 juin - Roger Lebel (acteur) († 18 juin 1994)
- 7 juin - Jules Deschênes (juge) († 10 mai 2000)
- 10 juin - Paul Brunelle (chanteur) († 24 novembre 1994)
- 12 juin - Charlotte Boisjoli (actrice) († 30 janvier 2001)
- 21 juin - Jacques Hébert (homme politique) († 6 décembre 2007)
- 21 juillet - Rudolph Marcus (chimiste)
- 31 juillet - Victor Goldbloom (médecin et homme politique) († 15 février 2016)
- 29 août - Michael Fainstat (en) (homme politique) († 29 décembre 2010)
- 4 septembre - May Cutler (en) (fondatrice de Tundra Books (en) et première femme à être mairesse de Westmount) († 3 mars 2011)
- 20 septembre - Maurice Sauvé (homme politique et mari de l'ancienne gouverneure général du Canada Jeanne Sauvé) († 13 avril 1992)
- 22 septembre - Jacques Galipeau (acteur) († 30 août 2020)
- 30 septembre - Thérèse Gouin Décarie (psychologue et universitaire)  († 2 avril 2024)
- 7 octobre - Jean-Paul Riopelle (peintre) († 12 mars 2002)
- 11 octobre - Yoland Guérard (chanteur) († 2 novembre 1987)
- 18 octobre - Mario Verdon (acteur) († 21 août 1992)
- 25 octobre - Jean Duceppe (acteur) († 7 décembre 1990)
- 13 décembre - Roger Fauteux (aquarelliste) † 29 avril 2021)
- 14 décembre - Jean McEwen (peintre) † 9 janvier 1999)

## Décès
- 7 février - Georges-Ervé Denault (homme politique) (º 23 juillet 1882)
- 1er avril - John Charles Kaine (homme politique) (º 18 octobre 1854)
- 25 avril - Louis-Olivier Taillon (ancien premier ministre du Québec) (º 26 septembre 1840)
- 4 mai - William Robert Oliver (marchand et homme politique)  (º 29 mai 1872)
- 17 août - Alexandre Lacoste (homme politique) (º 13 janvier 1842)
- 14 novembre - Edward Maxwell (architecte) (º 31 décembre 1867)